# Revolución (film 2010)
Revolución è un film messicano del 2010 composto da dieci cortometraggi della durata di dieci minuti diretti da un cast eterogeneo di registi messicani. Il film è uscito in occasione del centenario della Rivoluzione messicana del 1910 ed esplora il significato che la comunità messicana di oggi attribuisce alla rivoluzione. È stato presentato in anteprima mondiale al Festival internazionale del cinema di Berlino.

## Lista dei cortometraggi
- La tienda de raya, regia di Mariana Chenillo
- La bienvenida, regia di Fernando Eimbcke
- Lucio, regia di Gael García Bernal
- El cura Nicolas colgado, regia di Amat Escalante
- La Séptima y Alvarado, regia di Rodrigo García
- Pacífico, regia di Diego Luna
- R-100, regia di Gerardo Naranjo
- 30/30, regia di Rodrigo Plá
- Este es mi reino, regia di Carlos Reygadas
- Lindo y querido, regia di Patricia Riggen

## Trama
- La Tienda de Raya: Una donna lavora in un discount. Come durante l'epoca antecedente la rivoluzione messicana il padrone la paga con dei buoni da spendere nel suo negozio.
- La Bienvenida: Un musicista di un piccolo paese sta attendendo l'arrivo di un dignitario perché gli è stata data l'opportunità di suonare durante la sua visita onoraria.
- Lucio: La scuola assegna a un bambino di nome Lucio il compito di imparare il saluto alla bandiera. Mentre si sta esercitando il cugino lo prende in giro. Lucio per difendersi gli espone i suoi ideali di patriottismo e lealtà ma fra sé e sé inizia a farsi delle domande.
- El Cura Nicolas Colgado: Due bambini vanno in soccorso di un prete impiccato ad un albero. Il prete li porta in un posto nuovo.
- La Séptima y Alvarado: I fantasmi dei rivoluzionari che hanno combattuto per la libertà nel 1910 visitano Los Angeles ai giorni nostri.
- Pacífico: Un uomo di nome Daniel si allontana da sua moglie dopo l'ennesimo litigio e si reca in una spiaggia di sua proprietà. In questo luogo capisce quanto i suoi familiari siano importanti per lui.
- R-100: Un operaio per salvare un suo amico rimasto ferito sul lavoro attraversa una pianura desertica per raggiungere la strada più vicina, dove compie un'azione disperata.
- 30/30: Un anziano parente di Pancho Villa è invitato ad una conferenza pubblica sulla rivoluzione ma non ottiene l'accoglienza che si aspettava.
- Este es mi reino: Un gruppo di messicani insieme ad amici statunitensi stanno celebrano una festa in campagna. Mentre si fanno prendere dalla frenesia e dall'aggressività il povero del paese resta assorto ad osservare il cielo.
- Lindo y Querido: Elisa è una donna messicana espatriata con la sua famiglia negli Stati Uniti. Prima di morire suo padre le chiede di essere seppellito in Messico.

## Distribuzione
Il film è stato presentato in molti festival del cinema (a Berlino, Cannes, New York, Varsavia, ecc.). Il 20 novembre 2010 ha avuto la sua anteprima televisiva in Messico e il 13 giugno 2011 è uscito in DVD.

## Riconoscimenti
Nel 2010 il film ha vinto il sole d'oro al Biarritz Film Festival.